# Apodemia
Apodemia är ett släkte av fjärilar. Apodemia ingår i familjen Riodinidae.

## Bildgalleri

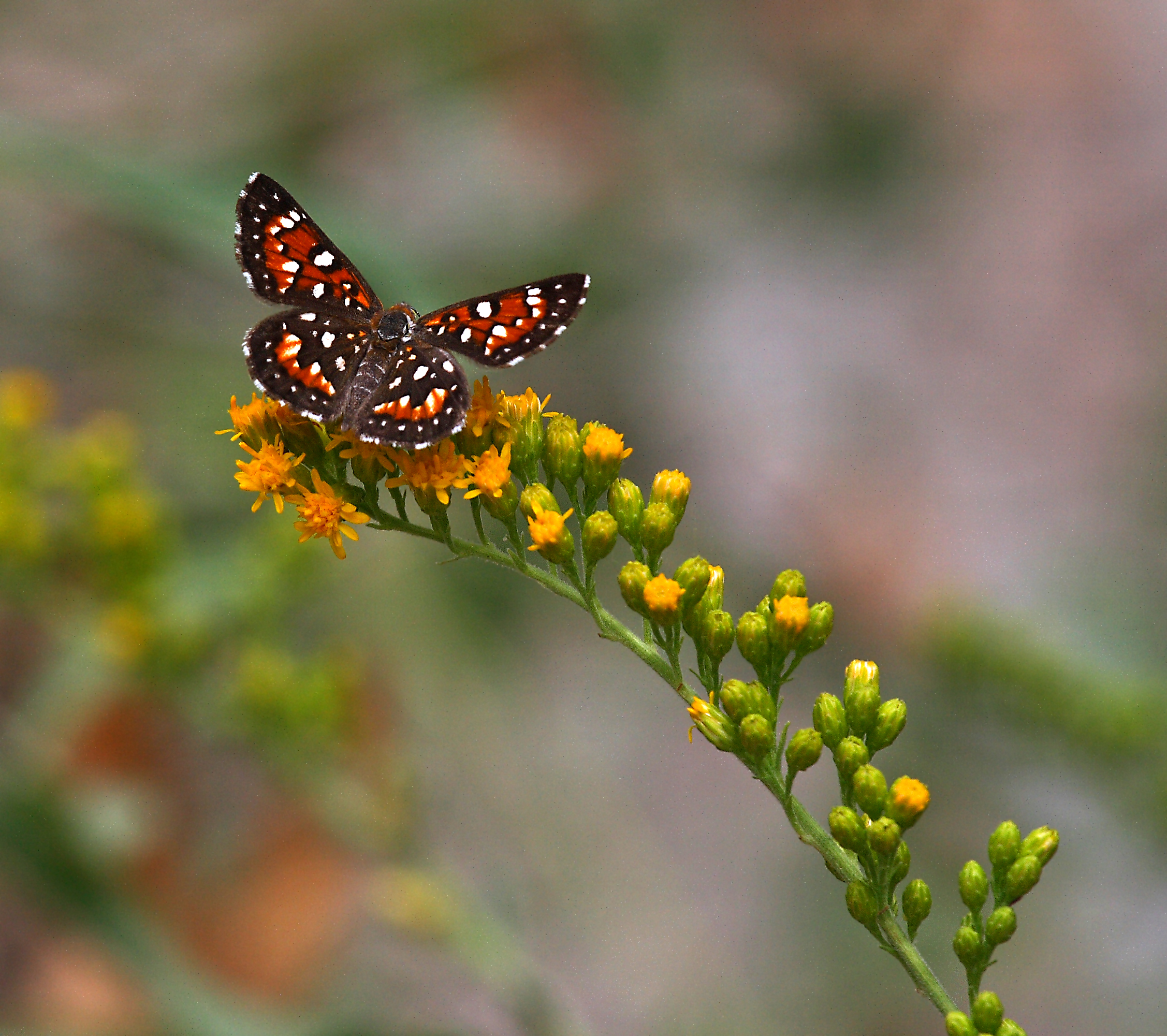
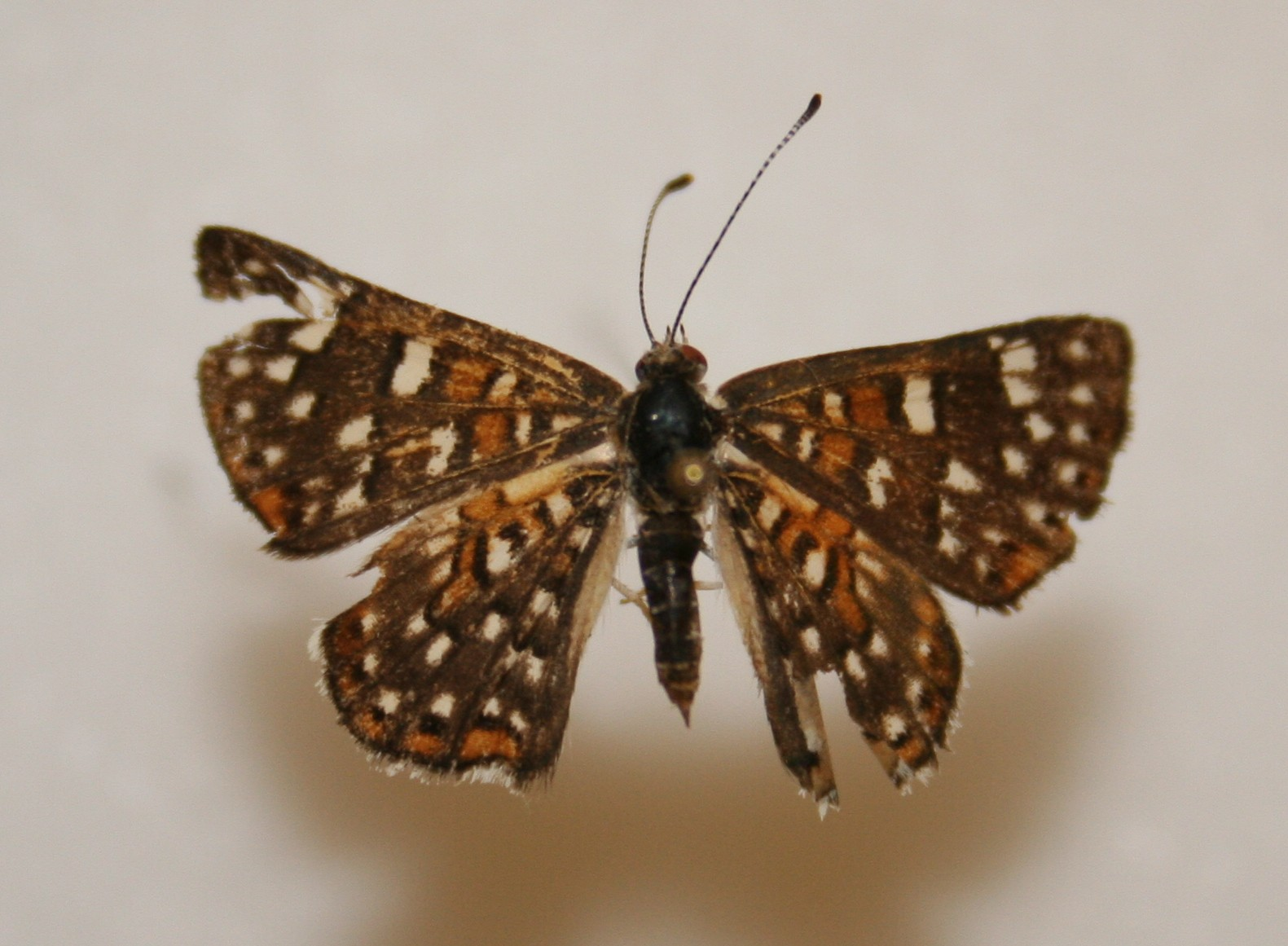

## Dottertaxa tillApodemia, i alfabetisk ordning[1]
- Apodemia caliginea
- Apodemia canidia
- Apodemia castanea
- Apodemia chisosensis
- Apodemia cythera
- Apodemia deserti
- Apodemia dialeuca
- Apodemia dumeti
- Apodemia duryi
- Apodemia hepburni
- Apodemia hypoglauca
- Apodemia langei
- Apodemia marginalis
- Apodemia maxima
- Apodemia mejicanus
- Apodemia moedensis
- Apodemia mormo
- Apodemia mormonia
- Apodemia multiplaga
- Apodemia nais
- Apodemia notia
- Apodemia palmerii
- Apodemia paucipuncta
- Apodemia phyciodoides
- Apodemia sonorensis
- Apodemia sontella
- Apodemia stalachtioides
- Apodemia stellidia
- Apodemia tuolumnensis
- Apodemia walkeri
- Apodemia virgulti